# Narcisa
Narcisa je lahko tudi žensko osebno ime.
Narcisa (znanstveno ime Narcissus) je rod čebulnic, ki domuje v Evropi, Severni Afriki in v Aziji in dosega višino med 20 in 45 cm. Večina vrst narcis cveti spomladi, nekatere pa tudi v jeseni. V Sloveniji so najbolj znana divja rastišča narcis ali kovačnic z belimi cvetovi na Golici.

## Opis rodu
Listi cvetnega odevala so beli ali rumeni. Vse vrste rodu imajo v cvetovih privenček, ki je ponekod izredno velik. Plodovi so suhi in usnjati.

## Izvor imena
Beseda izvira iz grške nárkissos v enakem pomenu, ki je domnevno tvorjena iz nárke v pomenu "odrevenelost, omotica". Čebulica narcise namreč vsebuje snovi, ki povzročajo omotico. Po tej rastlini je poimenovan Narcis iz starogrške mitologije. Lepi Narcis se je zaljubil v svojo podobo, ki jo je ugledal na vodni gladini in se vrgel vanjo. Bogovi so ga spremenili v cvetico, ki svoj cvet sklanja, kakor je Narcis sklanjal svojo glavo nad svojim odsevom na vodni gladini. Cvetica ima bledo Narcisovo polt in v sredini rumeno srce v ognjeno rdečem krogu. To rastlino starih Grkov je Linne imenoval Narcissus poeticus.

## Podrazdelitve
| Podrod                                                | Section                                           | Subsection                                       | Serija           | Tipska vrsta                            |
| ----------------------------------------------------- | ------------------------------------------------- | ------------------------------------------------ | ---------------- | --------------------------------------- |
| Narcissus Pax                                         | Narcissus L.                                      |                                                  |                  | N. poeticus L.                          |
| Narcissus Pax                                         | Pseudonarcissus DC syn. Ajax Spach                |                                                  |                  | N. pseudonarcissus L.                   |
| Narcissus Pax                                         | Ganymedes Salisbury ex Schultes and Schultes fil. |                                                  |                  | N. triandrus L.                         |
| Narcissus Pax                                         | Jonquillae De Candolle                            | Jonquillae DC                                    |                  | N. jonquilla L.                         |
| Narcissus Pax                                         | Jonquillae De Candolle                            | Apodanthi (A. Fernandes) D. A. Webb              |                  | N. rupicola Dufour                      |
| Narcissus Pax                                         | Jonquillae De Candolle                            | Chloranthi D. A. Webb                            |                  | N. viridiflorus Schousboe               |
| Narcissus Pax                                         | Tapeinanthus (Herbert) Traub                      |                                                  |                  | N. cavanillesii A. Barra and G. López   |
| Hermione (Salisbury) Spach                            | Hermione syn. Tazettae De Candolle                | Hermione                                         | Hermione         | N. tazetta L.                           |
| Hermione (Salisbury) Spach                            | Hermione syn. Tazettae De Candolle                | Hermione                                         | Albiflorae Rouy. | N. papyraceus Ker-Gawler                |
| Hermione (Salisbury) Spach                            | Hermione syn. Tazettae De Candolle                | Angustifoliae (A. Fernandes) F.J Fernándes-Casas |                  | Klikni za sliko N. elegans (Haw.) Spach |
| Hermione (Salisbury) Spach                            | Hermione syn. Tazettae De Candolle                | Serotini Parlatore                               |                  | N. serotinus L.                         |
| Hermione (Salisbury) Spach                            | Aurelia (J. Gay) Baker                            |                                                  |                  | N. broussonetii Lagasca                 |
| Corbularia (Salisb.) Pax syn. Bulbocodium De Candolle |                                                   |                                                  |                  | N. bulbocodium L.                       |

### Vrste
- Narcissus abscissus
- Narcissus alpestris
- Narcissus assoanus
- Narcissus asturiensis
- Narcissus atlanticus
- Narcissus aureus
- Narcissus barlae
- Narcissus bertolonii
- Narcissus bicolor
- Narcissus broussonetii
- Narcissus bulbocodium
- Narcissus calcicola
- Narcissus canaliculatus
- Narcissus canariensis
- Narcissus cantabricus
- Narcissus cavanillesii
- Narcissus corcyrensis
- Narcissus cordubensis
- Narcissus cuatrecasasii
- Narcissus cupularis
- Narcissus cyclamineus (ciklamasta narcisa)
- Narcissus cyprii
- Narcissus dubius
- Narcissus elegans
- Narcissus fernandesii
- Narcissus gaditanus
- Narcissus hedraeanthus
- Narcissus hispanicus (španska narcisa)
- Narcissus italicus
- Narcissus jonquilla (jonquil)
- Narcissus longispathus
- Narcissus macrolobus
- Narcissus minor (manjša bela narcisa)
- Narcissus moschatus
- Narcissus nanus
- Narcissus nevadensis
- Narcissus nobilis
- Narcissus obesus
- Narcissus obvallaris
- Narcissus ochroleucus
- Narcissus pachybolbus
- Narcissus pallidiflorus
- Narcissus panizzianus
- Narcissus papyraceus (papirnato-bela narcisa)
- Narcissus poeticus (bela narcisa; podvrsti[3] poeticus in radiiflorus gorska narcisa)
- Narcissus polyanthos
- Narcissus portensis
- Narcissus provincialis
- Narcissus pseudonarcissus (divja narcisa)
- Narcissus pumilus
- Narcissus radiiflorus
- Narcissus romieuxii
- Narcissus rupicola
- Narcissus scaberulus
- Narcissus serotinus
- Narcissus tazetta
- Narcissus tortifolius
- Narcissus triandrus (angelske solze)
- Narcissus viridiflorus
- Narcissus willkommii

## Gospodarska panoga
V zadnjih 400 letih je bilo vzgojenih na tisoče varietet narcis, kar je preraslo v pomembno gospodarsko panogo. Še posebej je pomembna na Nizozemskem, od koder po vsem svetu ivozijo velike količine narcis. 
Poleg križancev poznamo veliko naravnih vrst, ki imajo okrasno vrednost, še posebej kot rastline za skalnjake.